# Meiacanthus mossambicus
Meiacanthus mossambicus là một loài cá biển thuộc chi Meiacanthus trong họ Cá mào gà. Loài này được mô tả lần đầu tiên vào năm 1959.

## Từ nguyên
Từ định danh mossambicus được đặt theo tên của quốc gia Mozambique, nơi mà mẫu định danh của loài cá này được thu thập (–icus: hậu tố mang nghĩa “thuộc về” trong tiếng Latinh).

## Phân bố và môi trường sống
M. mossambicus được ghi nhận dọc theo bờ biển Đông Phi (Mozambique, Tanzania, Kenya), bao gồm quần đảo Comoro và Madagascar, được tìm thấy trên nền vụn san hô và khu vực mà san hô kém phát triển.

## Mô tả
Tổng chiều dài lớn nhất được ghi nhận ở M. mossambicus là 10 cm.

## Sinh thái
Trứng của M. mossambicus có chất kết dính, được gắn vào chất nền thông qua một tấm đế dính dạng sợi. Cá bột là dạng phiêu sinh vật, thường được tìm thấy ở vùng nước nông ven bờ.